# Ildi Silva
Ildimara da Silva e Silva, conhecida como Ildi Silva (Salvador, 8 de outubro de 1982) é uma atriz e modelo brasileira.

## Biografia
Iniciou sua carreira artística quando um agente de modelos a viu passeando pelas ruas de Salvador, sua cidade natal, e a convidou para um ensaio fotográfico, já fazendo muito sucesso devido a seu carisma e simpatia, além de sua beleza mestiça e olhos verdes. 
Após fotografar e conseguir desfilar para algumas marcas, tentou se cadastrar em várias agências para trabalhar como modelo com um contrato fixo. Sem sucesso, recebeu ajuda de amigas quando a indicaram para procurar a agência 3X4 Cast, onde foi ajudada pela coordenadora de elenco Marília Ferreira.
Acreditando na possibilidade de Ildi conseguir trabalhar em São Paulo, Marília a indicou para uma agência, conhecida com L´Equipe, dirigida por Caíco Queiroz. Ildi mudou-se sozinha para a Capital Paulista, e a partir daí começou a  participar de várias campanhas publicitárias, viajando por diversos países, trabalhando como modelo fotográfica e de passarela. Nesta época surgiu um convite para participar do grupo de teatro dirigido por Wolf Maya, quando se mudou para o Rio de Janeiro, passando a estudar teatro, conseguindo tirar sua licença como atriz.
Em 2003, Ildi fez diversos ensaios fotográficos para revistas conceituadas no Brasil, figurando na lista das 25 mulheres mais sexys do país. 
Em 2009 foi aprovada em um teste de interpretação, e foi contratada pela Rede Record para atuar na novela Bela, a Feia. Depois do fim do contrato não renovou com a emissora, e voltou a se dedicar a carreira de modelo. Em 2011 a atriz entrou para a Rede Globo, onde participou da novela Morde & Assopra. A partir daí passou a investir mais na carreira de modelo, apenas fazendo participações eventuais no cinema, na televisão e no teatro em pequenos trabalhos como atriz.

## Vida pessoal
Oriunda de uma família humilde da Bahia, Ildi Silva é descendente de africanos, holandeses e indígenas. É casada com o empresário libanês Khalil Barrage e tem duas filhas.

## Carreira

### Televisão
| Ano  | Título                                 | Papel               | Notas                 | Ref.                 |
| ---- | -------------------------------------- | ------------------- | --------------------- | -------------------- |
| 2003 | Agora É Que São Elas                   | Rosemary            |                       |                      |
| 2004 | Quem Vai Ficar com Mário?              | Suelen              |                       | [ 4 ]                |
| 2005 | Os Ricos Também Choram                 | Kemi                |                       | [ 5 ]                |
| 2006 | Sítio do Picapau Amarelo               | Iara                |                       | [ 6 ]                |
| 2006 | Páginas da Vida                        | Raíssa              | Participação Especial | [ 6 ]                |
| 2007 | Paraíso Tropical                       | Yvone               |                       | [ 7 ]                |
| 2008 | Poeira em Alto Mar                     | Doroti Massotini    |                       | [ 8 ]                |
| 2009 | Bela, a Feia                           | Dinorá Melo         |                       | [ 9 ]                |
| 2011 | Insensato Coração                      | Daniela             | Participação Especial | [ 10 ] [ 11 ] [ 12 ] |
| 2011 | Morde & Assopra                        | Lídia Santos Guedes |                       | [ 13 ]               |
| 2012 | Gabriela                               | Quitéria            |                       | [ 14 ] [ 15 ] [ 16 ] |
| 2014 | Saltibum (Quadro do Caldeirão do Huck) | Ela mesma           | Participante          | [ 17 ]               |
| 2016 | Ômicron                                | Adara               |                       |                      |